# Sais
Sais (tiếng Hy Lạp cổ: Σάϊς) hoặc Sa El Hagar là một thị trấn Cổ đại ở Tây Châu thổ sông Nin trên nhánh Canopus của sông Nin.
Sais là tỉnh lỵ của Sap-Meh, thứ năm nome của Hạ Ai Cập và trở thành chỗ của quyền lực trong Hai mươi tư triều đại của Ai Cập (732-720 trước Công nguyên) và tên Saite trong Vương triều thứ Hai mươi sáu của Ai Cập (664-525 BC), tên Cuối thời kỳ Ai Cập cổ đại của nó là Zau.